# Relation de Michoacán
 (octobre 2016).
Si vous disposez d'ouvrages ou d'articles de référence ou si vous connaissez des sites web de qualité traitant du thème abordé ici, merci de compléter l'article en donnant les références utiles à sa vérifiabilité et en les liant à la section « Notes et références ».
La    Relation de Michoacán est un codex colonial daté vers 1540 et actuellement conservé à la bibliothèque royale de l'Escorial (es).
Il est au format de traits graphiques, imaginatif et avec une rédaction de style médiéval, qui décrit l'histoire et les traditions de l'Empire purepecha modifiées  afin que les indigènes se plient à l’idéologie du gouvernement et de l'Église de l'Espagne. Le manuscrit d'origine de la relation de Michoacán  est constitué de trois parties et il est illustré de 44 peintures. Il est disponible à la Real Biblioteca de San Lorenzo de El Escorial, Espagne. Dans la première partie, seulement une feuille perdure, les dieux tarascos sont décrits ainsi que  les fêtes  que l’on faisait en leur honneur. Dans la deuxième partie, on raconte la vie légendaire du héros Tariacuri, et dans  la troisième partie sont racontées les habitudes des tarasques ainsi que la façon dont la conquête  de leur royaume par les Espagnols et leurs alliés meso-américains s'est déroulée.

## Histoire
Il est réalisé autour de 1540 à la demande du premier vice-roi de la Nouvelle Espagne Antonio Mendoza, très probablement par le franciscain fray Jeronimo de Alcala  avec  une sélection des renseignements partiellement donnés par les Purepechas.

## Contenu
Le document contient la description de 300 lieux, 200 personnages, 60 dieux  et environ 300 termes qui font référence  aux catégories sociales des habitants de Michoacán entre eux : leur fonction dans leur gouvernement ; leur statut social, les lignées, les gentilés, etc. 
Dans la troisième partie, l’organisation du gouvernement d’origine est décrite, la manière dont les gouverneurs  étaient élus,  les  stratégies militaires, les coutumes de mariage  et les coutumes  funéraires. La conquête  de l'Empire purepecha est racontée par les Espagnols ainsi que la mort  de Zinzicha Tangaxoan, le dernier empereur « cazonci » jugé et exécuté en 1530 par Nuno Beltran de Guzman. Pedro Cuiniarangari  raconte  qu'il a été témoin  des faits  et qu'il appartient  par alliance politique à la famille de Zinzicha, qui après sa mort est devenu le gouverneur  subordonné à la couronne espagnole.

## Images
Dans la couverture, on observe fray Jeronimo de Alcala en train de rendre le manuscrit « la relation de Michoacán » au vice-roi  Antonio de Mendoza. Derrière le moine, ses informateurs sont amenés pour l’occasion, parmi eux Pedro Cuiniarangari qui est habillé à l’espagnole ainsi que trois prêtes purepechas  qui portent  des habits d'origine. 
Relation de Michoacán      Arrivée  des Espagnols à Michoacán 
L’arrivée des Espagnols à Michoacán. L'empereur  "cazonci" est à droite, il est à l’intérieur de sa maison à côté de Pedro Cuiniarangari qui essaye de le convaincre  de ne pas se noyer dans le lac comme cela lui a été suggéré par la cour. Celle-ci est représentée au milieu de l’image, devant la maison.

## Littérature
J. M. G. Le Clézio publie en 1982 La conquête divine de Michoacan, reprise dans La fête  chantée (1997).